# Георгије Аталијски
Георгије Аталијски је православни новомученик из Аталије.
Био је родом из крајева Аталије (у Малој Азији).  Родитељи су били имућни хришћани. На свом имању су имали цркву у част свете великомученице Екатерине. Још као дете Георгија је насилно отео ага Прусал и насилно га потурчио, давши му име Мехмед. Када је одрастао ага га је оженио својом ћерком. 
Његови родитељи су му тада открили његово порекло и начин на који је био потурчен. Георгије је тада, изговарајући се да иде на хаџилук у Меку, отишао са својом женом у Свету Земљу и тамо су провели две године. 
Након тога је отишао у Малу Азију у место звано Чесма и тамо се већ као хришћанин оженио хришћанком Јеленом. Тамо је пожелео да мученички страда за Христа и зато је отишао у турску судницу где је радио његов ага и исповедио пред њим са смелошћу своју веру у Христа. Због тога је, најпре бачен у тамницу, а затим ужасним мукама мучен: тучен моткама, ногама укљештен у дрвене справе за мучење, на главу му стављали усијан бакарни суд. Но све ове муке свети мученик претрпео је  с радошћу, одбијајући да се одрекне своје вере. На крају је обешен о зид куће Пантелака Фармакевса, у месту Чесма, 25. јуна 1823. године.
Православна црква помиње Георгија Аталијског 25. јуна.